# Exocentrus basituberculatus
Exocentrus basituberculatus là một loài bọ cánh cứng trong họ Cerambycidae.